# Paracles affinis
Paracles affinis är en fjärilsart som beskrevs av Rothschild 1910. Paracles affinis ingår i släktet Paracles och familjen björnspinnare. Inga underarter finns listade i Catalogue of Life.